# マウント・スマート・スタジアム
マウント・スマート・スタジアム（Mt Smart Stadium）は、ニュージーランド・オークランドにある競技場。ネーミングライツにより、ゴー・メディア・スタジアム（Go Media Stadium）とも称する。コンサート会場としても使われる。

## 概要
1967年設立。ラグビーリーグ・ニュージーランド・ウォーリアーズの本拠地であり、NPC・カウンティーズ・マヌカウ・ラグビー協会の本拠地。2022年からはスーパーラグビーモアナ・パシフィカの本拠地になる。
座席数は26,500席。スポーツ競技時は最大で35,000席、コンサート会場として最大50,000席まで拡張できる。ラグビー競技場、サッカー競技場、陸上競技場、コンサート会場として使用される。ニュージーランドとオーストラリアで開催される音楽祭「ビッグ・デイ・アウト」の会場として、1994年より使用されている。過去にはU2、マイケル・ジャクソンなどのコンサート会場として使用された。
2023年5月15日からアメリカのメディア企業、ゴー・メディアがネーミングライツを獲得し、ゴー・メディア・スタジアムと称する。